# Юсупов, Машариф Юсупович
Машариф Юсупович Юсупов (узб. Masharif Yusupovich Yusupov;   1946, Алтынкульский район, Андижанская область, Узбекская ССР — 2021, Узбекистан) — государственный деятель, хоким Андижанской области (1996—1997 годы).

## Биография
В 1963—1968 годах учился в Ташкентском институте текстильной и легкой промышленности. Трудовую деятельность начал на Андижанском механическом заводе, затем в молодёжной организации области. В 1996—1997 годах работал хокимом Андижанской области. C 2003 года по март 2004 года работал первым заместителем министра сельского и водного хозяйства. С марта 2004 года занимал должность государственного советника по аграрными вопросами.
В 1990 году Машариф Юсупович избран депутатом Верховного Совета Узбекской ССР XII созыва. В 1999 году избран депутатом Олий Мажилиса II созыва от Андижанской области.

## Награды
- Орден «Дустлик» (1996)[4]
- Орден «Фидокорона хизматлари учун» (2010)[5]
- Орден «Мехнат шухрати»
- Орден «Эл-юрт хурмати» (2018)[6]